# Flegetonte
Na mitologia grega, o Flegetonte é um dos rios do Hades. O Flegetonte é o rio de fogo que passa pelo Tártaro.
Na Divina Comédia de Dante, na primeira parte da obra (Inferno), que envolve tradições gregas e católicas, o Flegetonte aparece no 7.° Círculo do Inferno, no 1.º Vale, onde estão os violentos, afogados no rio de sangue fervente. Quanto mais grave o crime, maior a parte imersa. 
Como sua função era torturar as "almas" ele tinha que preservá-las, para torturá-las por mais tempo.
Entretanto, para isso ele possuía águas curativas, e por isso, é chamado por alguns, de "Rio da Cura".